# ヨウ化ストロンチウム
ヨウ化ストロンチウム（英: strontium iodide）はストロンチウムのヨウ化物で、化学式SrI2で表される無機化合物。無水物及び二水和物・六水和物が知られる。

## 製法
炭酸ストロンチウムをヨウ化水素酸に溶かし、濃縮したのち冷却するとヨウ化ストロンチウムの六水和物が得られる。
{\displaystyle {\ce {SrCO3\ + 2HI -> SrI2\ + H2O\ + CO2}}}
84〜89℃に加熱すると二水和物になる。無水物は、ヨウ化ストロンチウム水和物とヨウ化アンモニウムの混合物を真空中で加熱するか、炭酸ストロンチウムとヨウ化アンモニウムの混合物の加熱により得られる。

## 性質
無水物は潮解性があり、空気中の二酸化炭素を吸収して徐々に分解する。